# Grodziszcze (powiat polkowicki)
Grodziszcze – wieś w Polsce położona w województwie dolnośląskim, w powiecie polkowickim, w gminie Grębocice.

## Podział administracyjny
W latach 1975–1998 miejscowość należała administracyjnie do województwa legnickiego.

## Zabytki
Do wojewódzkiego rejestru zabytków wpisany jest:
- zespół dworski, z XVI-XIX w.:
  - pałacyk myśliwski w ruinie
  - park
- Grodzisko plemienia Dziadoszan z IX wieku[5]